# Фридрих II Казимир Кетлер
Фридрих II Казимир Кетлер (на немски: Friedrich II Casimir Kettler; на латвийски: Frīdrihs II Kazimirs Ketlers; * 6 юли 1650 в Митау; † 22 януари 1698 в Митау) от династията Кетлер е херцог на Курландия и Земгале от 1682 до 1698 г.
Той е син на княз и херцог Якоб Кетлер (1610 – 1682) и съпругата му маркграфиня Луиза Шарлота фон Бранденбург (1617 – 1676), дъщеря на курфюрст Георг Вилхелм фон Бранденбург.
Кетлер първо е полковник на кавалерия на нидерландска служба и през 1682 г., след смъртта на баща му, поема управлението на херцогството. Води ухолен дворцов живот.

## Фамилия
Фридрих II Казимир Кетлер се жени на 5 октомври 1678 г. за графиня София Амалия фон Насау-Зиген (* 10 януари 1650 в дворец Виш, Терборг; † 25 ноември 1688 в Митау), дъщеря на граф Хайнрих фон Насау-Зиген. Те имат децата:
- Йохан Фридрих (1682 – 1683)
- Мария Доротея Кетлер (1684 – 1743), омъжена на 31 октомври 1703 г. в Кастело Шарлотенбург за маркграф Албрехт Фридрих фон Бранденбург-Швет (1672 – 1731)
- Елеонора Шарлота (1686 – 1748), омъжена на 5 август 1714 г. в Байройт за херцог Ернст Фердинанд фон Брауншвайг-Волфенбютел-Беверн (1682 – 1746)
- Амалия Луиза (1687 – 1750), омъжена на 13 април 1708 г. в Байройт за принц Фридрих Вилхелм I Адолф фон Насау-Зиген (1680 – 1722)
- Христина София фон Курландия (1688 – 1694)

Фридрих II Казимир Кетлер се жени втори път на 29 април 1691 г. за братовчедката си маркграфиня Елизабет София фон Бранденбург (* 5 април 1674 в Кьолн (Берлин); † 22 ноември 1748 в Рьомхилд), дъщеря на великия курфюрст Фридрих Вилхелм фон Бранденбург. Тя е полусестра на пруския крал Фридрих I. Те имат две деца:
- Фридрих Вилхелм (1692 – 1711), херцог на Курландия (1698 – 1711)

∞ 1710 царица Анна Ивановна от Русия (1693 – 1740)
- Леополд Карл (1693 – 1697)